# Clàssica de Sant Sebastià 2011
La Clàssica de Sant Sebastià 2011 és la 31a edició de la Clàssica de Sant Sebastià i es va disputar el dissabte 30 de juliol de 2011 a Euskadi sobre un recorregut de 234 quilòmetres. La cursa començà i acabà a Sant Sebastià.
El belga Philippe Gilbert (Omega Pharma-Lotto), vencedor de les tres clàssiques ardeneses, s'imposà en solitari per davant del vencedor de l'edició de 2009, l'espanyol Carlos Barredo (Rabobank ProTeam) i el belga Greg Van Avermaet (BMC Racing Team). Philippe Gilbert aconseguirà, d'aquesta manera, la seva 14a victòria de la temporada i la quarta clàssica consecutiva puntuable pel World Tour.

## Equips
21 equips participen en aquesta edició de la Clàssica de Sant Sebastià, els 18 equips ProTour i tres equips continentals professionals: Andalucía-Caja Granada, Caja Rural i Geox-TMC.
| Núm.    | Codi | Equip                 |
| ------- | ---- | --------------------- |
| 1-8     | RAB  | Rabobank ProTeam      |
| 11-18   | THR  | Team HTC-High Road    |
| 21-28   | LEO  | Leopard Trek          |
| 31-38   | RSH  | Team RadioShack       |
| 41-48   | LAM  | Lampre-ISD            |
| 51-58   | OLO  | Omega Pharma-Lotto    |
| 61-68   | BMC  | BMC Racing Team       |
| 71-77   | SBS  | Saxo Bank-Sungard     |
| 81-88   | SKY  | Team Sky              |
| 91-98   | KAT  | Team Katusha          |
| 101-108 | AST  | Astana Qazaqstan Team |

| Núm.    | Codi | Equip                  |
| ------- | ---- | ---------------------- |
| 111-118 | GRM  | Garmin-Cervélo         |
| 121-126 | LIQ  | Liquigas               |
| 131-138 | MOV  | Movistar Team          |
| 141-148 | EUS  | Euskaltel–Euskadi      |
| 151-158 | ALM  | AG2R La Mondiale       |
| 161-168 | QST  | QuickStep Cycling Team |
| 171-177 | VCD  | Vacansoleil-DCM        |
| 181-188 | GEO  | Geox-TMC               |
| 191-198 | CJR  | Caja Rural             |
| 201-208 | ACA  | Andalucía-Caja Granada |

## Recorregut
L'Alt de Jaizkibel i el d'Arkale s'hauran de superar en dues ocasions en els darrers quilòmetres:
| Núm. | Nom               | Km    | Llargada (m) | Pendent mitjana |
| ---- | ----------------- | ----- | ------------ | --------------- |
| 1    | Alto de Orio      | 19    | 1.500        | 4%              |
| 2    | Alto de Garate    | 29,4  | 2.700        | 6,3%            |
| 3    | Alto de Jaizkibel | 157   | 7.800        | 6%              |
| 4    | Alto de Arkale    | 178,5 | 2.700        | 6,3%            |
| 5    | Alto de Jaizkibel | 196,2 | 7.800        | 6%              |
| 6    | Alto de Arkale    | 219   | 2.700        | 6,3%            |

## Classificació final
| Pos. | Ciclista          | Equip                  | Temps      | Punts UCI |
| ---- | ----------------- | ---------------------- | ---------- | --------- |
| 1    | Philippe Gilbert  | Omega Pharma-Lotto     | 5h 48' 52" | 80        |
| 2    | Carlos Barredo    | Rabobank ProTeam       | + 12"      | 60        |
| 3    | Greg Van Avermaet | BMC Racing Team        | + 14"      | 50        |
| 4    | Joaquim Rodríguez | Team Katusha           | + 14"      | 40        |
| 5    | Dries Devenyns    | QuickStep Cycling Team | + 14"      | 30        |
| 6    | Fränk Schleck     | Leopard Trek           | + 14"      | 22        |
| 7    | Haimar Zubeldia   | Team RadioShack        | + 14"      | 14        |
| 8    | Samuel Sánchez    | Euskaltel–Euskadi      | + 14"      | 10        |
| 9    | Rigoberto Urán    | Team Sky               | + 14"      | 6         |
| 10   | Jelle Vanendert   | Omega Pharma-Lotto     | + 50"      | 2         |